# Lipowa Góra Zachodnia
Lipowa Góra Zachodnia est un village de Pologne, situé dans le gmina de Szczytno, dans le Powiat de Szczytno, dans la voïvodie de Varmie-Mazurie.

## Source
- (en) Cet article est partiellement ou en totalité issu de l’article de Wikipédia en anglais intitulé « Lipowa Góra Zachodnia » (voir la liste des auteurs).